# Ogallala
Ogallala é uma cidade localizada no estado americano de Nebraska, no Condado de Keith.

## Demografia
Segundo o censo americano de 2000, a sua população era de 4930 habitantes.
Em 2006, foi estimada uma população de 4649, um decréscimo de 281 (-5.7%).

## Geografia
De acordo com o United States Census Bureau, a localidade tem uma área de 8,9 km², dos quais 8,7 km² cobertos por terra e 0,2 km² cobertos por água. Ogallala localiza-se a aproximadamente 982 m acima do nível do mar.

## Localidades na vizinhança
O diagrama seguinte representa as localidades num raio de 36 km ao redor de Ogallala.